# Vitry-en-Artois
Pour les articles homonymes, voir Vitry.
Vitry-en-Artois est une commune française située dans le département du Pas-de-Calais en région Hauts-de-France.
La commune est le siège de la communauté de communes Osartis Marquion qui regroupe 49 communes et compte 42 651 habitants en 2021.

## Géographie

### Localisation
Localisée dans le sud-est du département du Pas-de-Calais, dans le pays d'Ostrevent (commune la plus à l'ouest), Vitry-en-Artois est une commune traversée par la Scarpe canalisée et située, à vol d'oiseau, à 8 km au sud-ouest de la commune de Douai (aire d'attraction) et à 15 km au nord-ouest de la commune d’Arras (chef-lieu d'arrondissement et préfecture du Pas-de-Calais).
Le territoire de la commune est limitrophe de ceux de sept communes.
Les communes limitrophes sont Quiéry-la-Motte, Biache-Saint-Vaast, Brebières, Fresnes-lès-Montauban, Izel-lès-Équerchin, Noyelles-sous-Bellonne et Sailly-en-Ostrevent.

### Géologie et relief
La superficie de la commune est de 18,78 km2 ; son altitude varie de 41  à   72 mètres.

### Hydrographie
Le territoire de la commune est situé dans le bassin Artois-Picardie.
La commune est traversée par quatre cours d'eau :
- la Scarpe canalisée, cours d'eau d'une longueur de 67 km, qui prend sa source dans la commune d'Arras et se jette dans L'Escaut canalisée au niveau de la commune de Mortagne-du-Nord dans le département du Nord[4] ;

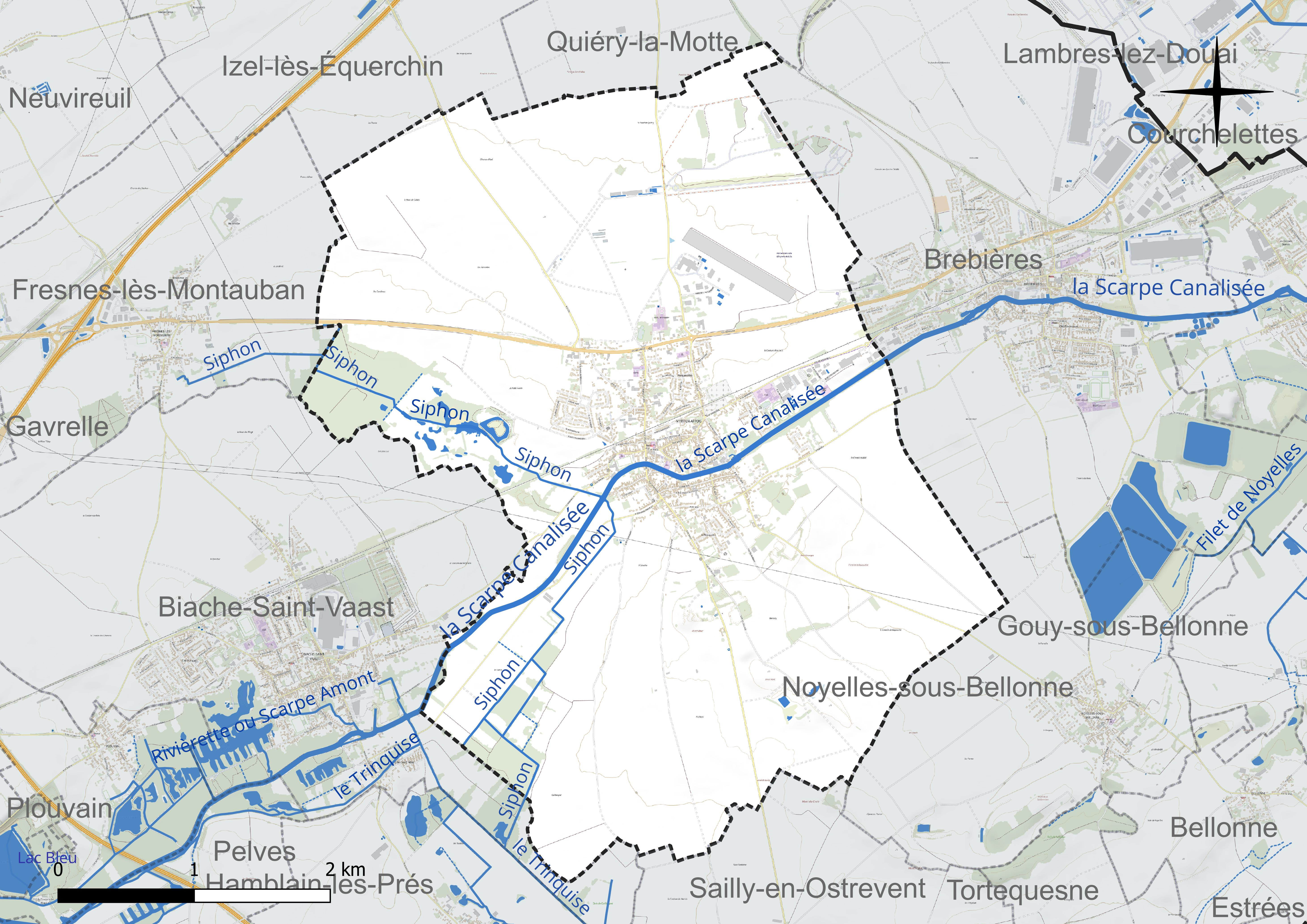
Réseau hydrographique de Vitry-en-Artois.

- le Siphon, canal, chenal non navigable de 7,13 km, qui prend sa source dans la commune de Fresnes-lès-Montauban et se jette dans le Trinquis au niveau de la commune d'Hamblain-les-Prés[5] ;
- le Montville, petit cours d'eau de 0,22 km, qui prend sa source dans la commune de Fresnes-lès-Montauban et se jette dans le Siphon au niveau de la commune[6] ;
- un cours d'eau au toponyme hydrographique inconnu, d'une longueur de 0,26 km qui prend sa source dans la commune limitrophe de Biache-Saint-Vaast et se jette dans le Siphon au niveau de la commune[7].

### Climat
Pour des articles plus généraux, voir Climat des Hauts-de-France et Climat du Pas-de-Calais.
En 2010, le climat de la commune est de type climat océanique dégradé des plaines du Centre et du Nord, selon une étude du CNRS s'appuyant sur une série de données couvrant la période 1971-2000. En 2020, Météo-France publie une typologie des climats de la France métropolitaine dans laquelle la commune est exposée à un climat océanique et est dans la région climatique Nord-est du bassin Parisien, caractérisée par un ensoleillement médiocre, une pluviométrie moyenne régulièrement répartie au cours de l’année et un hiver froid (3 °C).
Pour la période 1971-2000, la température annuelle moyenne est de 10,5 °C, avec une amplitude thermique annuelle de 14,5 °C. Le cumul annuel moyen de précipitations est de 707 mm, avec 11,9 jours de précipitations en janvier et 8,8 jours en juillet. Pour la période 1991-2020, la température moyenne annuelle observée sur la station météorologique la plus proche, située sur la commune de Douai à 9 km à vol d'oiseau, est de 11,0 °C et le cumul annuel moyen de précipitations est de 729,2 mm,. Pour l'avenir, les paramètres climatiques de la commune estimés pour 2050 selon différents scénarios d'émission de gaz à effet de serre sont consultables sur un site dédié publié par Météo-France en novembre 2022.

### Milieux naturels et biodiversité

#### Zones naturelles d'intérêt écologique, faunistique et floristique
L’inventaire des zones naturelles d'intérêt écologique, faunistique et floristique (ZNIEFF) a pour objectif de réaliser une couverture des zones les plus intéressantes sur le plan écologique, essentiellement dans la perspective d’améliorer la connaissance du patrimoine naturel national et de fournir aux différents décideurs un outil d’aide à la prise en compte de l’environnement dans l’aménagement du territoire.
Le territoire communal comprend une ZNIEFF de type 1 : le marais de Vitry-en-Artois, d’une superficie de 214 hectares et d'une altitude variant de 42  à   53 mètres. Ce site est une zone alluviale de la Scarpe qui sert pour la nidification, le stationnement et l’hivernage des oiseaux aquatiques.
et une ZNIEFF de type 2 : la vallée de la Scarpe entre Arras et Vitry-en-Artois, d’une superficie de 1 632 hectares et d'une altitude variant de 43  à   62 mètres. Sur ce site alluvial inondable plus ou moins tourbeux on y trouve des sites remarquables : le marais de Vitry en Artois, le marais du pont à Rœux et le secteur des anciennes tourbières de Plouvain et Biache-Saint-Vaast.

Carte des ZNIEFF de type 1 et 2 sur la commune
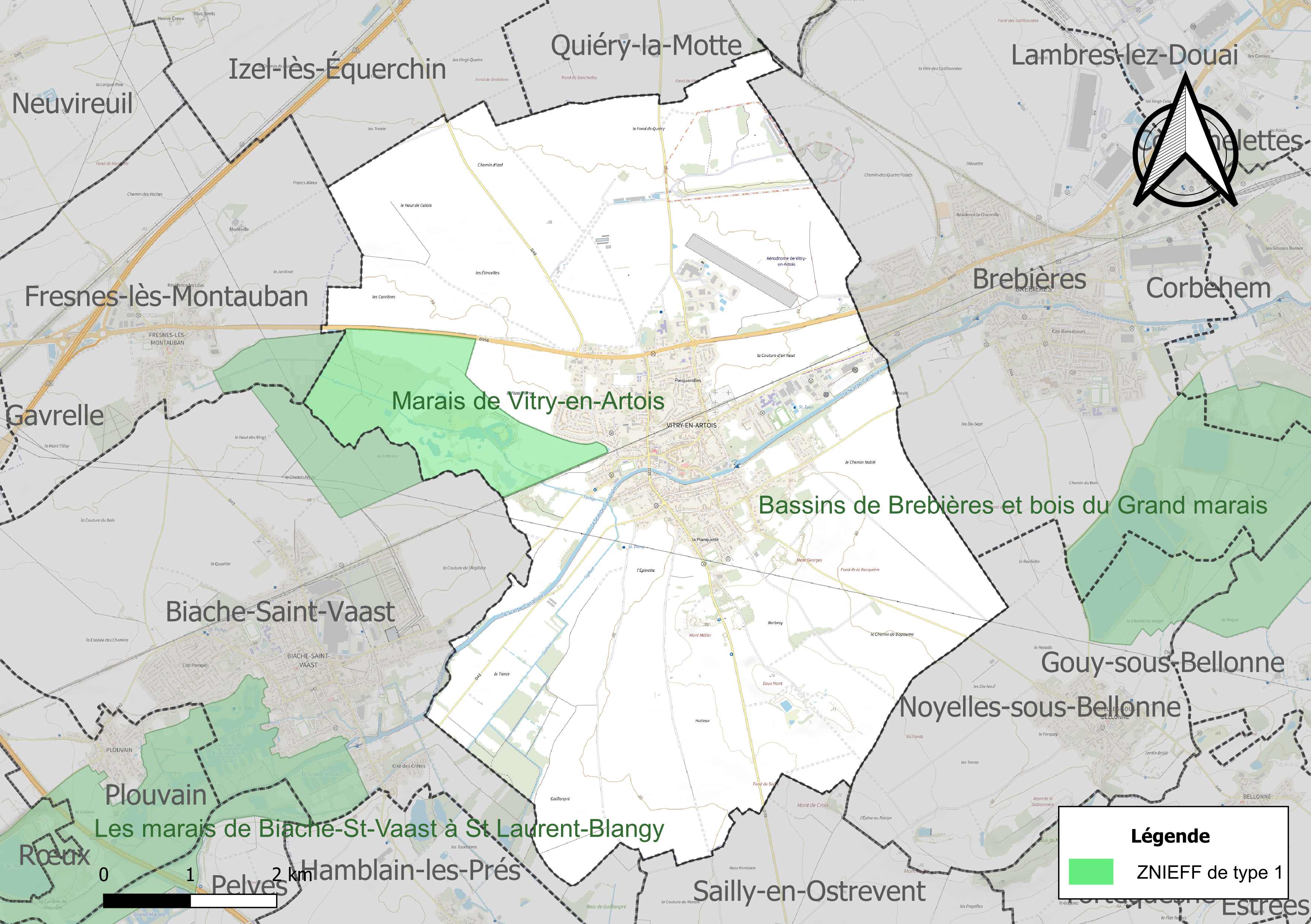
Carte de la ZNIEFF de type 1 sur la commune.
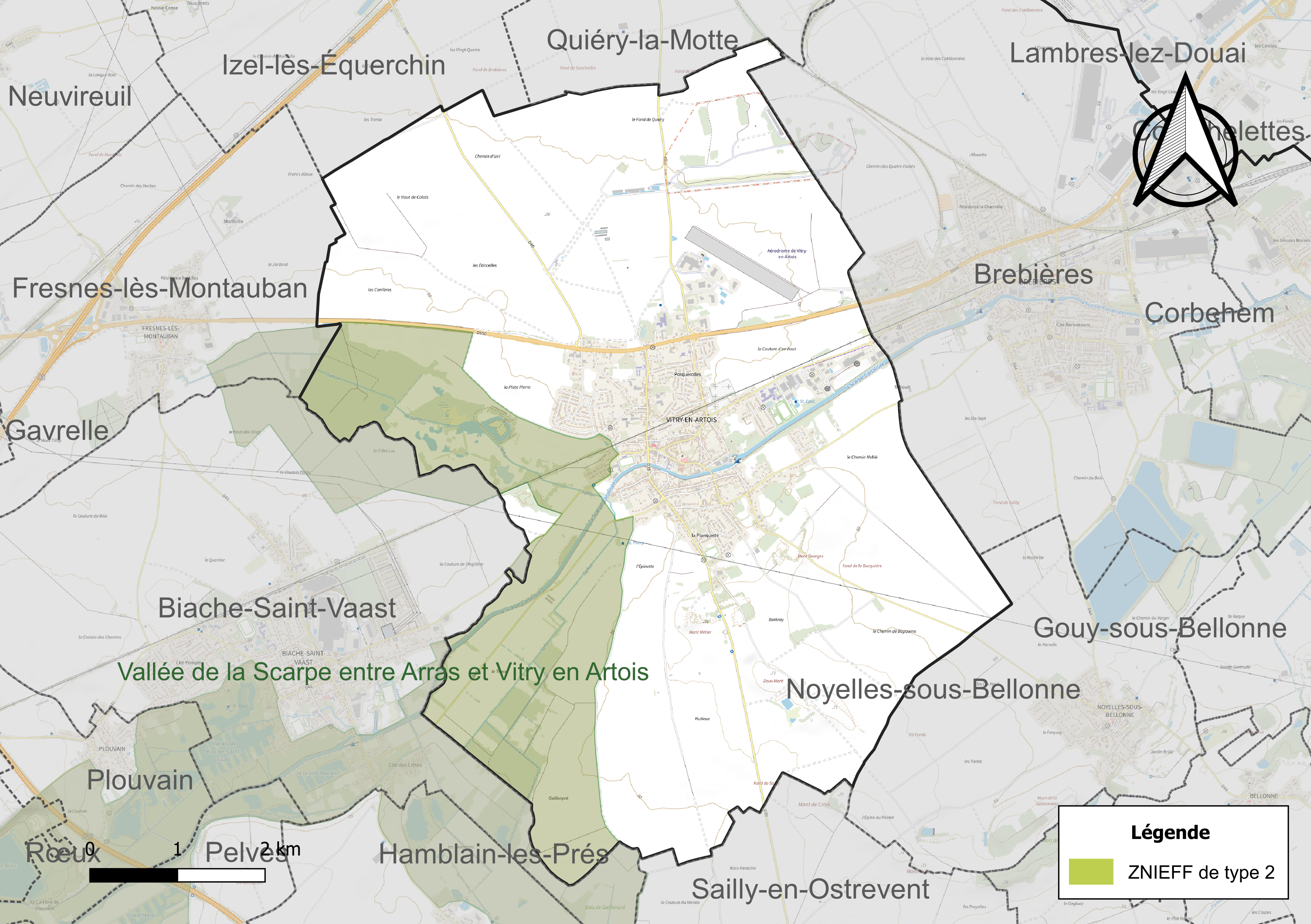
Carte de la ZNIEFF de type 2 sur la commune.

## Urbanisme

### Typologie
Au 1er janvier 2024, Vitry-en-Artois est catégorisée ceinture urbaine, selon la nouvelle grille communale de densité à sept niveaux définie par l'Insee en 2022.
Elle appartient à l'unité urbaine de Douai-Lens, une agglomération inter-départementale regroupant 67  communes, dont elle est une commune de la banlieue,,. Par ailleurs la commune fait partie de l'aire d'attraction de Douai, dont elle est une commune de la couronne,. Cette aire, qui regroupe 61 communes, est catégorisée dans les aires de 50 000 à moins de 200 000 habitants,.

### Occupation des sols
L'occupation des sols de la commune, telle qu'elle ressort de la base de données européenne d’occupation biophysique des sols Corine Land Cover (CLC), est marquée par l'importance des territoires agricoles (79,3 % en 2018), en diminution par rapport à 1990 (80,3 %). La répartition détaillée en 2018 est la suivante : 
terres arables (71,9 %), zones urbanisées (11,8 %), prairies (7,4 %), espaces verts artificialisés, non agricoles (4,1 %), forêts (3,4 %), zones industrielles ou commerciales et réseaux de communication (1,3 %). L'évolution de l’occupation des sols de la commune et de ses infrastructures peut être observée sur les différentes représentations cartographiques du territoire : la carte de Cassini (XVIIIe siècle), la carte d'état-major (1820-1866) et les cartes ou photos aériennes de l'IGN pour la période actuelle (1950 à aujourd'hui).

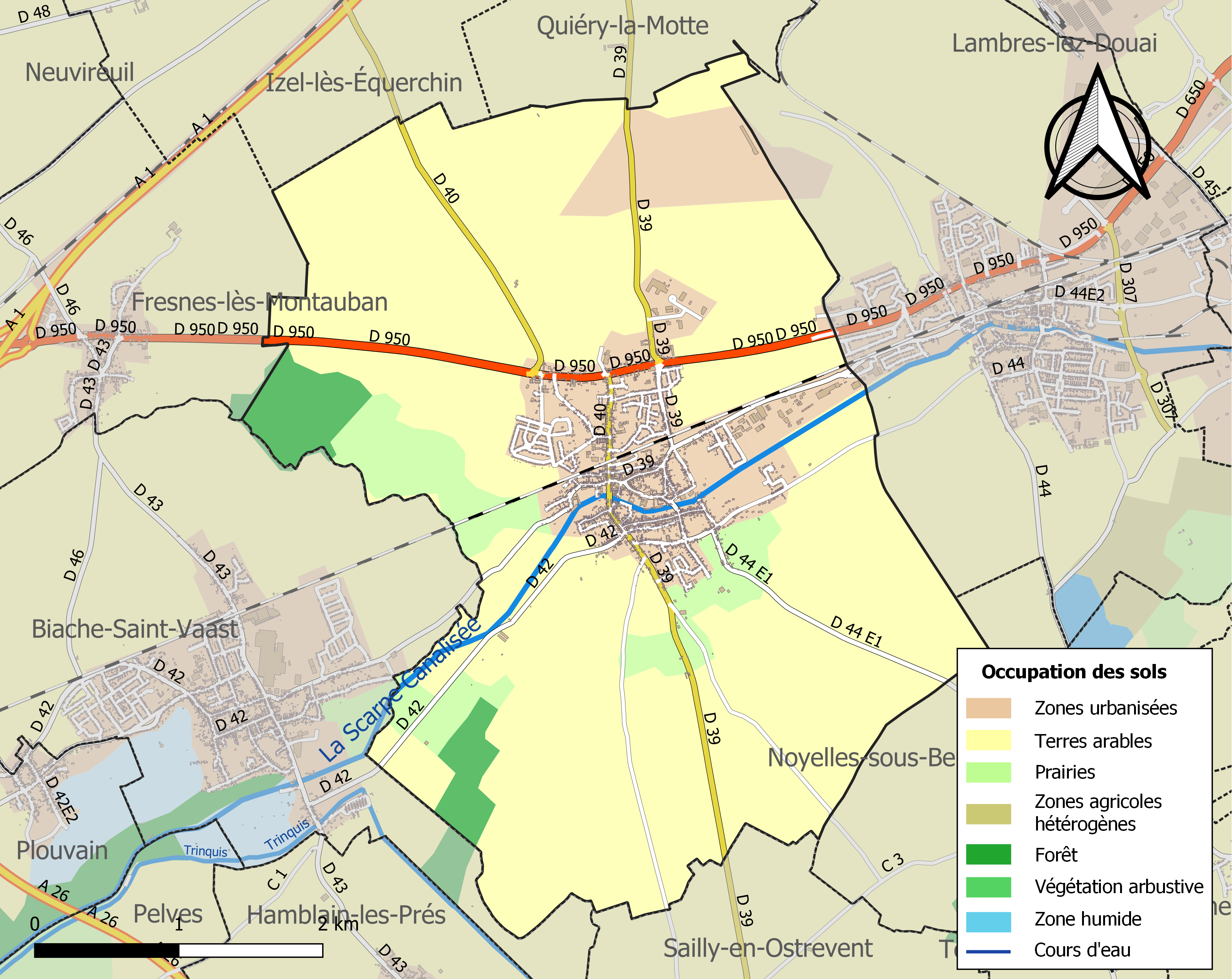
Carte des infrastructures et de l'occupation des sols de la commune en 2018 (CLC).

## Toponymie

### Attestations anciennes et actuelles
Le nom de la localité est attesté sous les formes « Victoriacum villa publica quæ in suburbano Abrebatensis urbis sita est » au VIIe siècle ; Victoriacu VIIIe siècle ; Victuriacum XIe siècle ; Vitri en 1122 ; Viteri en 1143 ; Vitris en 1149 ; Vitreium en 1188 ; Vitriacum en 1192 ; Victreium en 1194 ; Viteriachum en 1207 ; Viteriacum en 1210 ; Vittriacum en 1279 ; Vittri, Vitteri, Vitri-en-Artois XIVe siècle ; Vitryacum prope Duacum en 1407 ; Vitery en 1408 ; Vuitry en 1429 ; Vietri en 1518 ; Vittry en 1523 ; Vitry en 1671; Vitry en 1793 ; Vitry en 1801 puis Vitry-en-Artois depuis 1886..

### Étymologie
L'origine du nom de Vitry remonterait à un nom de personne gallo-romain Victorius auquel est apposé le suffixe -acum, ce qui correspondrait à Victoriacum, « domaine de Victorius »
Variante en -y de Vitrac. Du latin *Victoriacus → voir Victor et -ac, le mot fait aussi Vitray.
L’Artois est un pays traditionnel et une province du royaume sous l’Ancien Régime, ayant pour capitale Arras, aujourd’hui inclus principalement dans le département du Pas-de-Calais.

## Histoire
Les recherches archéologiques[réf. nécessaire] indiquent que la ville existait bien longtemps avant l'époque de Jésus-Christ.
Des fouilles ont attesté la présence de vestiges de constructions rurales du Moyen Âge et de l'époque paienne.
Plusieurs rois (Clodion le Chevelu, Clotaire Ier, Sigebert Ier, Chilpéric) auraient vécu à Vitry-en-Artois, Sigebert Ier y étant assassiné sur ordre de Frédégonde reine de Neustrie, y compris un roi d'Espagne, lors de la domination espagnole[C'est-à-dire ?][réf. nécessaire].
De nombreuses familles de Vitry-en-Artois seraient arrivées à cette époque. Lors de l'attaque de Cambrai sur Vitry-en-Artois pour chasser les Espagnols[Quand ?] (« guerre de Vitry »), les habitants se seraient cachés dans les souterrains qui allaient du château à l'église et à diverses maisons. Actuellement, de nombreuses maisons ont encore accès au souterrain par leur cave bien que la plupart en aient muré l'accès.
Vitry a donné son nom à une famille noble de l'Artois.
Avant la Révolution française, Vitry était le siège d'une seigneurie. En janvier 1756, la seigneurie de Noeu et la seigneurie vicomtière de La Barre sont réunies sous le nom de la terre de Vitry-de-la-Barre érigée en baronnie, relevant du château de Béthune. La terre de Noeu possède toute la justice seigneuriale, beaucoup de vassaux en relèvent qui doivent des revenus en argent, grains, volailles, etc.; elle possède un moulin à vent et droit de chasse au plomb. La terre de La Barre limitrophe de la première consiste en rentes d'argent, volailles, et possède la moyenne et basse justice seigneuriale.

### Famille de Vitry
- François de Vitry est seigneur de Breucq, Lovoières et Tressenes. Il est fait chevalier par Philippe IV en mai 1645[26].
- Jean-François de Vitry est fils de François de Vitry. Il épouse en 1683  Isabelle de Melun (maison de Melun).
- Barhélémy-François de Vitry est fils de Jean François de Vitry.
- Barthélémy-Hippolyte de Vitry, fils de Barthélémy-François, chevalier de Saint-Louis, ancien capitaine  de grenadiers dans les troupes du roi , seigneur de Noeux et de la seigneurie vicomtière de La Barre, bénéficie en janvier 1756 de lettres données à Versailles le faisant baron. Il a servi comme lieutenant-capitaine au régiment du Dauphin, a été capitaine de grenadiers, a assisté aux divers sièges et batailles des trois campagnes d'Italie en 1733, 1734 1735. Il a été blessé à la bataille de Guastalla. Il a ensuite servi en Allemagne et en Flandre, notamment au siège de Mons en Hainaut, où, ayant pris avec sa troupe un ouvrage à corne, s'y est maintenu malgré le feu redoublé des assiégés. Il a participé à la bataille de Rocourt le 11 octobre 1746, y a perdu la moitié de sa compagnie et a été fait chevalier de Saint Louis. Il a été député des États d'Artois en 1753. Il a eu deux oncles morts au service, l'un à la bataille de Fredlinghen, l'autre au siège de Turin. Son frère, le chevalier de Vitry, est mort au service à la bataille de Fontenoy en 1745[26].
- Vers 1770, Philippe-Hippolyte de Vitry, marié à Marie-Louise-Françoise de Poucques, est seigneur de Malfiance. Leur fille Marie-Angélique-Louise--Joseph épouse à Saint-Omer le 22 mai 1770 François-Joseph de Wazières, seigneur de Mussen sur Ecques[27].

Le 1er avril 1846 la gare de Vitry-en-Artois est mise en service par la compagnie des chemins de fer du Nord, lorsqu'elle ouvre la section d'Arras à la frontière de sa ligne de Paris à Lille et à la frontière belge,.
Le 3 août 1886, un décret modifie le nom de la commune de Vitry (Pas-de-Calais) qui devient Vitry-en-Artois.

### Première Guerre mondiale
Lors de la Première Guerre mondiale, le village est bombardé dès le mois d'octobre 1914. Le 12 avril 1917, il est presque totalement détruit, seules cinq maisons étant « encore debout ».
La commune est décorée de la croix de guerre 1914-1918 par décret du 23 septembre 1920, distinction également attribuée à 276 autres communes du Pas-de-Calais.
La gare est reconstruite dans les années 1920 sur un modèle employé pour de nombreuses gares des alentours après la Première Guerre mondiale.

### Seconde Guerre mondiale
Pendant la Seconde Guerre mondiale, l'aérodrome de Vitry en Artois a été le premier aérodrome réoccupé par un groupe français des FAFL en provenance d'Angleterre le 17 octobre 1944. Ce jour est toujours commémoré tous les ans et une stèle à l'entrée de l'aérodrome rappelle l'événement.

## Politique et administration

### Découpage territorial
La commune se trouve dans l'arrondissement d'Arras du département du Pas-de-Calais.

#### Commune et intercommunalités
La commune est membre de la communauté de communes Osartis Marquion.

#### Circonscriptions administratives
La commune est rattachée au canton de Brebières.

#### Circonscriptions électorales
Pour l'élection des députés, la commune fait partie de la première circonscription du Pas-de-Calais.

### Élections municipales et communautaires

#### Liste des maires
| Période                                  | Période                    | Identité                              | Étiquette | Qualité |
| ---------------------------------------- | -------------------------- | ------------------------------------- | --------- | --- |
| Les données manquantes sont à compléter. |                            |                                       |           | |
| v. 1882                                  |                            | Hubert Moullart-Lanvin                |           | |
| Les données manquantes sont à compléter. |                            |                                       |           | |
| 1900                                     | 1901                       | Cyrille Vaillant                      |           | |
| 1901                                     | 1908                       | Auguste Masclef                       |           | Négociant |
| 1908                                     | 1913                       | Gustave Baudumont                     |           | |
| 1914                                     | 1919                       | Théophile Defossez                    |           | |
| 1919                                     | 1921                       | Jules Grébert                         |           | |
| 1921                                     | 1935                       | Arthur Détrez                         | Rad.      | Vétérinaire Conseiller général de Vitry-en-Artois (1928 → 1940) Conseiller d'arrondissement (1925 1928) |
| 1935                                     | 1944                       | Pierre Riquoir                        | Rad.soc.  | Entrepreneur |
| 1944                                     | 1945                       | Georges Détrez                        |           | Président du Comité local de libération |
| 1945                                     | 1947                       | Louis Stienne                         | PCF       | Ouvrier papetier, résistant FTPF |
| 1947                                     | 1969                       | Pierre Riquoir                        | Rad.soc.  | Entrepreneur |
| 1969                                     | 1981                       | Louis Stienne                         | PCF       | Ouvrier papetier, ancien résistant Conseiller général de Vitry-en-Artois (1967 → 1979) Démissionnaire |
| 1981                                     | mars 1983                  | Marie-Claude Riquoir                  | PS        | Animatrice socio-culturelle |
| mars 1983                                | mars 1989                  | Martial Stienne Fils de Louis Stienne | PCF       | Ouvrier menuisier Conseiller général de Vitry-en-Artois (1979 → 2015) |
| mars 1989                                | juin 1995                  | Marie-Claude Riquoir                  | PS        | Animatrice socio-culturelle Conseillère régionale du Nord-Pas-de-Calais[Quand ?] |
| juin 1995                                | mars 2025                  | Pierre Georget                        | PRG       | Ancien cadre Conseiller régional du Nord-Pas-de-Calais (2004 → 2015) Conseiller départemental de Brebières (2015 → ) Président de la CC Osartis (2000 → 2013) Président de la CC Osartis Marquion (2014 → ) Réélu pour le mandat 2001-2008 Réélu pour le mandat 2008-2014 Réélu pour le mandat 2014-2020 Réélu pour le mandat 2020-2026, |
| avril 2025                               | En cours (au 20 juin 2025) | Maryse Louis Duez                     |           | Employée à la CC Osartis Marquion |

## Population et société

### Démographie

#### Évolution démographique
L'évolution du nombre d'habitants est connue à travers les recensements de la population effectués dans la commune depuis 1793. Pour les communes de moins de 10 000 habitants, une enquête de recensement portant sur toute la population est réalisée tous les cinq ans, les populations de référence des années intermédiaires étant quant à elles estimées par interpolation ou extrapolation. Pour la commune, le premier recensement exhaustif entrant dans le cadre du nouveau dispositif a été réalisé en 2006.

En 2022, la commune comptait 4 842 habitants, en évolution de +4,44 % par rapport à 2016 (Pas-de-Calais : −0,72 %, France hors Mayotte : +2,11 %).
| 1793  | 1800  | 1806  | 1821  | 1831  | 1836  | 1841  | 1846  | 1851  |
| ----- | ----- | ----- | ----- | ----- | ----- | ----- | ----- | ----- |
| 1 726 | 1 720 | 1 868 | 2 066 | 2 310 | 2 266 | 2 308 | 2 377 | 2 437 |

| 1856  | 1861  | 1866  | 1872  | 1876  | 1881  | 1886  | 1891  | 1896  |
| ----- | ----- | ----- | ----- | ----- | ----- | ----- | ----- | ----- |
| 2 474 | 2 502 | 2 707 | 2 608 | 2 650 | 2 837 | 2 865 | 2 910 | 2 910 |

| 1901  | 1906  | 1911  | 1921  | 1926  | 1931  | 1936  | 1946  | 1954  |
| ----- | ----- | ----- | ----- | ----- | ----- | ----- | ----- | ----- |
| 2 949 | 2 937 | 2 952 | 2 047 | 2 602 | 2 661 | 2 764 | 2 853 | 3 234 |

| 1962  | 1968  | 1975  | 1982  | 1990  | 1999  | 2006  | 2011  | 2016  |
| ----- | ----- | ----- | ----- | ----- | ----- | ----- | ----- | ----- |
| 3 389 | 3 593 | 4 748 | 4 738 | 4 732 | 4 606 | 4 385 | 4 479 | 4 636 |

| 2021  | 2022  | - | - | - | - | - | - | - |
| ----- | ----- | - | - | - | - | - | - | - |
| 4 787 | 4 842 | - | - | - | - | - | - | - |

#### Pyramide des âges
En 2018, le taux de personnes d'un âge inférieur à 30 ans s'élève à 35,6 %, soit en dessous de la moyenne départementale (36,7 %). À l'inverse, le taux de personnes d'âge supérieur à 60 ans est de 27,2 % la même année, alors qu'il est de 24,9 % au niveau départemental.
En 2018, la commune comptait 2 254 hommes pour 2 422 femmes, soit un taux de 51,80 % de femmes, légèrement supérieur au taux départemental (51,50 %).
Les pyramides des âges de la commune et du département s'établissent comme suit.
| Hommes | Classe d’âge | Femmes |
| ------ | ------------ | ------ |
| 0,5    | 90 ou +      | 0,9    |
| 7,2    | 75-89 ans    | 10,7   |
| 16,2   | 60-74 ans    | 18,8   |
| 19,1   | 45-59 ans    | 17,8   |
| 19,6   | 30-44 ans    | 17,9   |
| 17,2   | 15-29 ans    | 16,2   |
| 20,2   | 0-14 ans     | 17,8   |

| Hommes | Classe d’âge | Femmes |
| ------ | ------------ | ------ |
| 0,5    | 90 ou +      | 1,6    |
| 5,6    | 75-89 ans    | 8,9    |
| 16,7   | 60-74 ans    | 18,1   |
| 20,2   | 45-59 ans    | 19,2   |
| 18,9   | 30-44 ans    | 18,1   |
| 18,2   | 15-29 ans    | 16,2   |
| 19,9   | 0-14 ans     | 17,9   |

### Manifestations culturelles et festivités
La braderie de la Pomme d'amour, qui a lieu à l'Ascension et est animée par la confrérie de la Pomme d'amour, créée en 2004 afin de promouvoir cette sucette anisée, friandise locale créée et produite par la confiserie Jeanne-d'Arc de Vitry, magasin créé en 1888 par Henri Douvrain.
Les « Dentelles électroniques », festival de musique techno et house avec de nombreux DJ, qui existe depuis 2018. Il s'est déroulé pour la première et deuxième édition à Caudry, cité de la dentelle (d'où son nom), puis, en 2019, à Bourlon et depuis 2021 sur le site de l'aérodrome de Vitry-en-Artois. 2023 voit, pour la première fois, le festival se dérouler sur deux jours en août.
Chilpéric, géant local.
Le marché de Noël, avec une douzaine de chalets et la présence d'artisans dans la salle polyvalente.

### Médias
Outre la presse locale, il existe la Radio Scarpe Sensée, ancienne radio pirate devenue légale lors du premier mandat de François Mitterrand, et qui se concentre désormais sur le social, la culture et l'éducation des habitants du territoire.

## Économie
En 2018, la commune dispose d'un commerce de centre-ville dynamique et attractif, ainsi que d'un marché hebdomadaire qui regroupe une quinzaine de commerçants.

## Culture locale et patrimoine

### Lieux et monuments
- Le château n'existe plus.
- L'église Saint-Martin, de style gothique et détruite en partie lors d'un bombardement allié en avril 1917, fut reconstruite en 1923 par l’architecte, M. Mulard, selon les plans d'origine. Les piliers seront en grès poli de Saverne, et le bâtiment est en grès rose d’Alsace[49],[50].
Le bâtiment est notamment remarquable par sa verrière historiée, qui reflète la politique de reconstitution des vitraux des églises du nord de la France détruites pendant le conflit[51].
Elle contient un orgue Cavaillé-Coll électrifié en 1970[52]
- Le monument aux morts[53].
- La crypte des décapités de Munich, situé à la sortie de Vitry-en-Artois, en direction de Sailly-en-Ostrevent au lieu-dit « le Mont Métier », où reposent les cendres de neuf membres de l’organisation de Résistance mise sur pied par Georges Detrez et Désiré Facon arrêtés la nuit du 13 au 14 septembre 1943. Vingt-huit personnes sont déportées et 9 d'entre-elles sont condamnées à mort par le Tribunal du Peuple nazi, et ont été décapitées et incinérées à Munich le 28 novembre 1944. 
Ramenées en France en 1947, les neuf urnes sont, quelque temps, exposées dans le chœur de l’église Saint-Martin, puis abritées dans le mémorial, inauguré le 8 octobre 1950 par  le général de Larminat et le préfet Georges Phalempin[54].
- La gare ferroviaire de Vitry-en-Artois.
- L’aérodrome de Vitry-en-Artois ou de Vitry-Brebières a accueilli, en 1944, le retour en France du Groupe de bombardement Lorraine. Cédé par l'Aviation civile à un syndicat intercommunal (SIVU) rassemblant Brebières et Vitry, il est géré par la communauté de communes Osartis Marquion. La ville de Brebières souhaitant créer un parc éolien, le conseil communautaire a décidé en février 2018 de mettre fin à l'activité aérienne d'avions légers, pour laisser subsister celle des ULM[55].

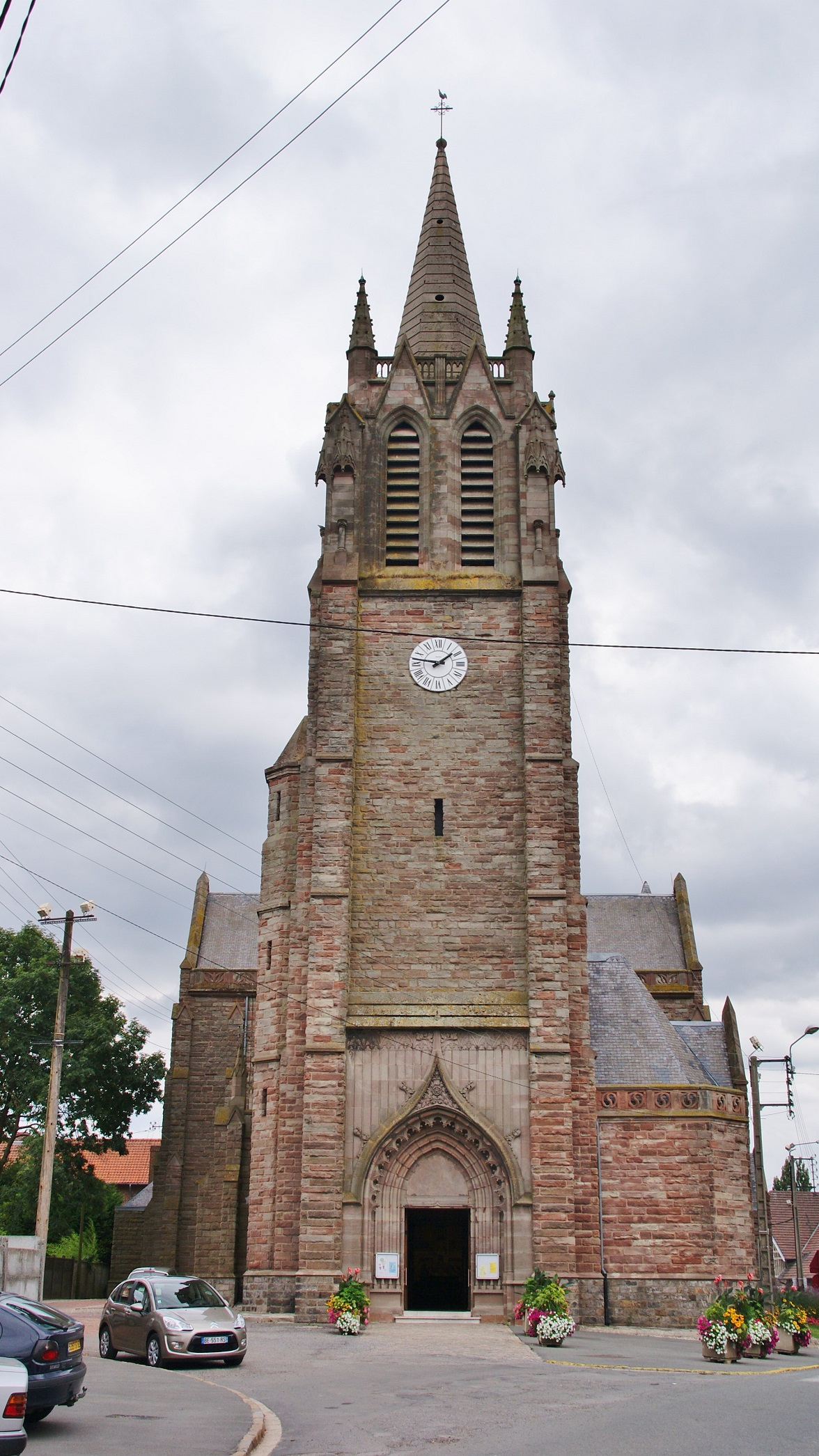
L'église Saint-Martin.
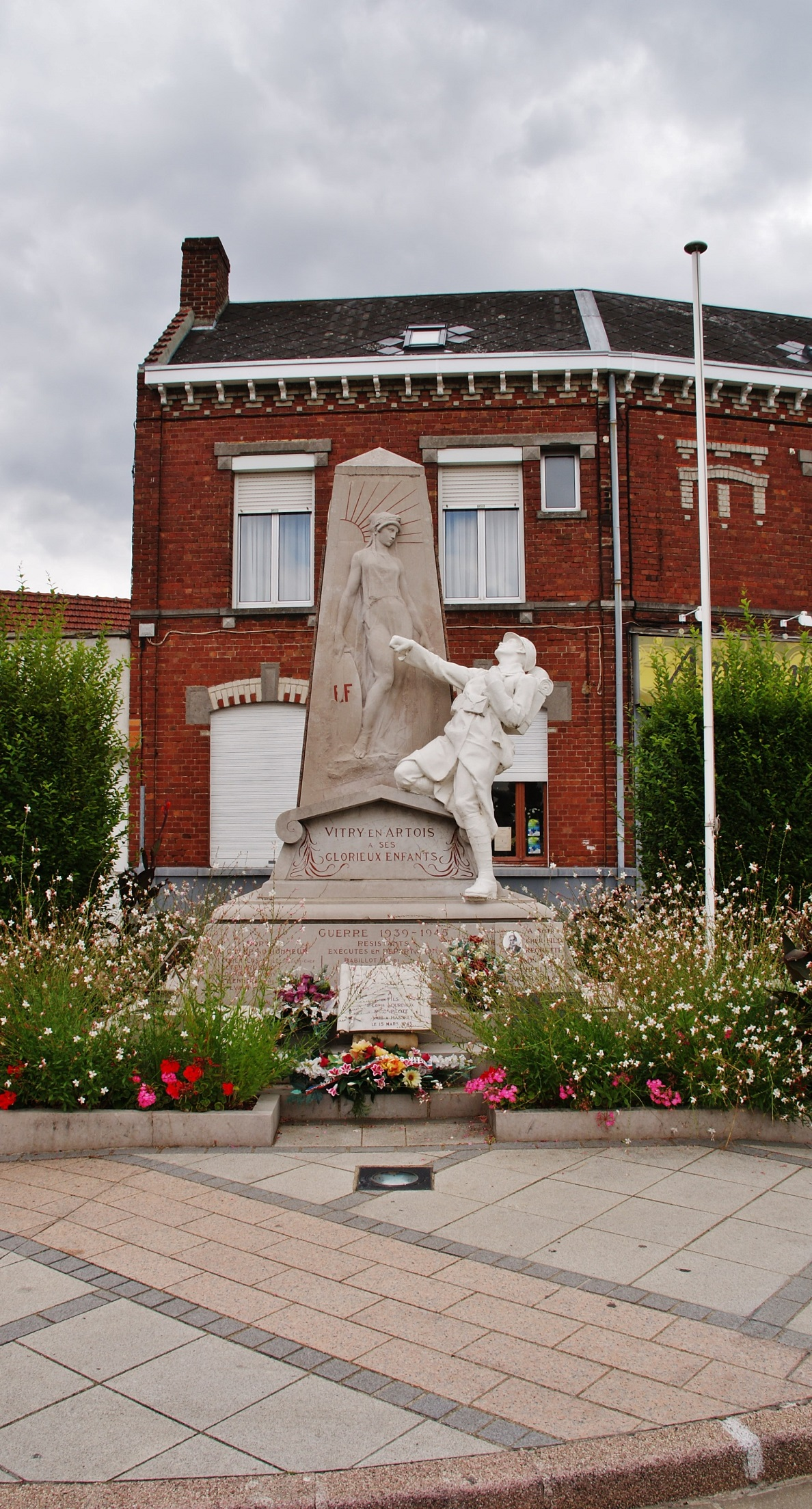
Le monument aux morts.
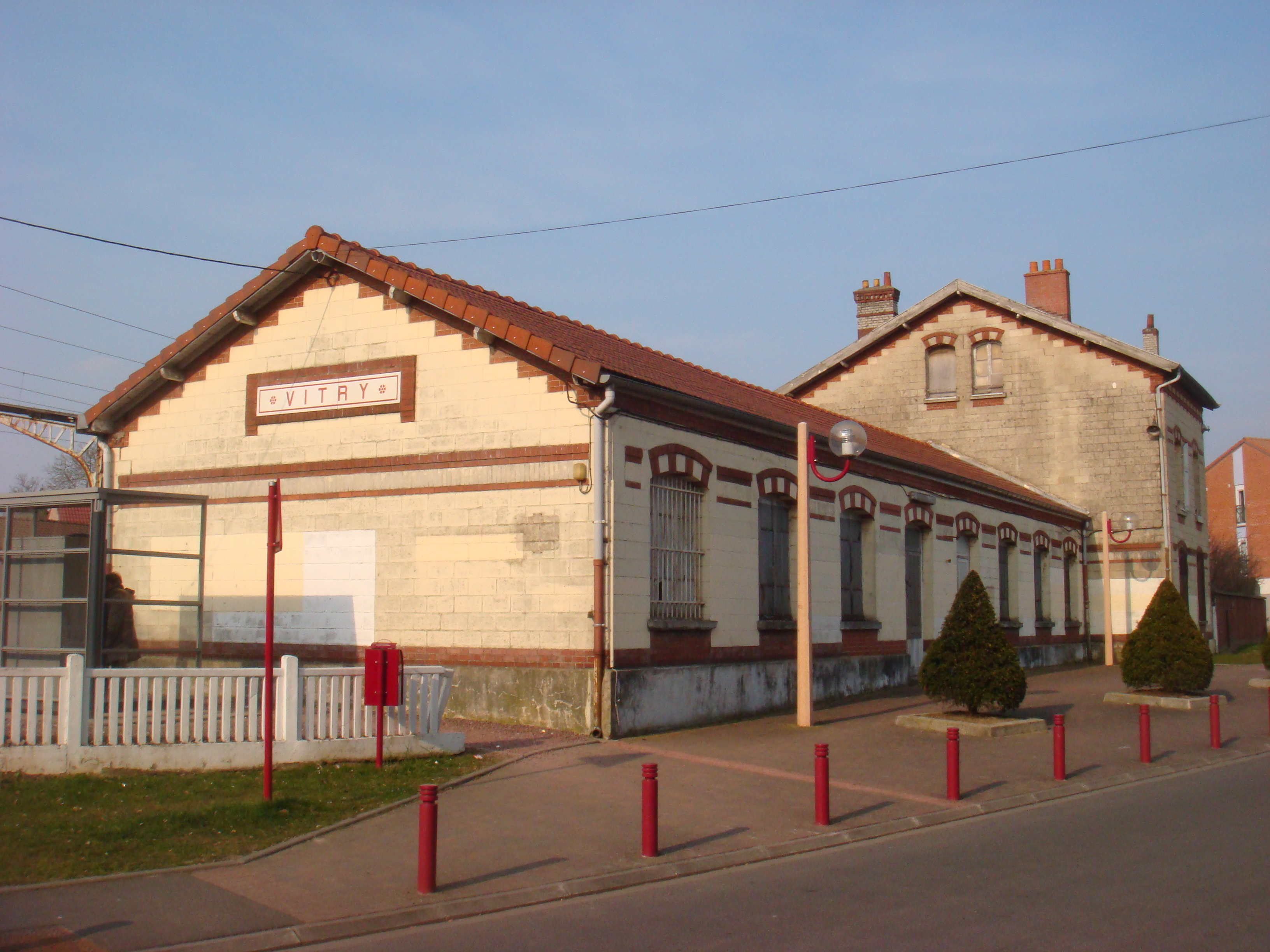
La gare.

### La commune dans les arts
- 2020 : Une belle équipe, film réalisé par Mohamed Hamidi, acteur principal Kad Merad.

### Personnalités liées à la commune
- Sigebert Ier, roi mérovingien, assassiné à Vitry-en-Artois en 575[56],[57].
- Philippe de Vitry (1291–1361), prélat et compositeur, peut-être né à Vitry-en-Artois.
- Gilbert Mathon (1941-), homme politique français, né à Vitry-en-Artois.
- Fabien Lecœuvre (1958-), attaché de presse, chroniqueur télé et radio et auteur d'ouvrages sur la chanson française, né à Vitry-en-Artois.

### Héraldique
| Armes de Vitry-en-Artois | Les armes de Vitry-en-Artois se blasonnent ainsi : d'azur au château d'argent, ouvert, ajouré et maçonné de sable, surmonté d'une couronne d'or et posée sur une terrasse de sinople chargé d'une devise ondée d'argent. |

## Pour approfondir